# 石森プロ
石森プロ（いしもりプロ）は、日本の企業である。
漫画家・石ノ森章太郎（旧筆名・石森章太郎。以下「石ノ森」か「石森」）の作品のライセンス管理を業としている。

## 沿革
石森章太郎の漫画を原作とするアニメ映画『サイボーグ009』（1966年）の制作をきっかけとし、1967年に石森作品のマーチャンダイジング業務を主とする会社として設立された。初代の代表取締役は石森だったが、実質的な業務は『009』の制作に尽力した編集者の加藤昇が中心であった。設立当初は東京都新宿区花園町（現・新宿一丁目）にあるアパートの四畳半の一室であった。
これとは別に、石森の自宅兼仕事場として石森章太郎プロが東京都練馬区桜台に存在した。
1998年1月28日、石ノ森章太郎が逝去した後も、石森プロは解散せずに引き続き業務を続けている。
2004年9月7日に伊藤忠商事と提携し、伊藤忠商事が49%・石森章太郎プロが10 %・石森プロが41 %の各出資で「株式会社石森エンタテインメント」を設立し、委託された31作品のライセンス管理、新作品の企画製作および海外セールスを行う。
2007年4月3日にはバンダイ（現・バンダイナムコホールディングス）も資本参加し、同年5月22日付けで石森エンタテインメントの第三者割当増資を伊藤忠商事とともに引き受ける。同年6月1日付けで石森エンタテインメントにて旧石森プロを吸収合併し、社名を（新）「石森プロ」に改称した。

## 主な人物
小野寺章
現社長。石ノ森章太郎の次男。

早瀬マサト
石ノ森の最晩年のアシスタントを担当。石ノ森の没後は、平成仮面ライダーシリーズのキャラクターデザインや漫画家・小説家として石ノ森関連作品を手掛ける。

加藤 昇（）
石森プロ設立に携わり、石ノ森のマネージャーとも称される。1938年9月15日生まれ。岐阜県出身。
元々は編集者であり、石ノ森とは同い年で趣味の合う友人でもあった。1966年、『サイボーグ009』のアニメ映画化に伴って石ノ森から相談を受け、多忙な彼に代わって東映動画との打ち合わせに参加した。これをきっかけとしてキャラクタービジネスに興味を持ち、石ノ森とともに石森プロを立ち上げた後、石ノ森原作の映像化作品に多く携わった。